# Осипов, Борис Семёнович
Борис Семёнович Осипов (1917—1988) — полярный лётчик, Герой Социалистического Труда.

## Биография
Родился Борис Семенович в апреле 1917 года в хуторе Кар-Белянском Области Войска Донского (ныне не существует). Позже Семья переехала в станицу Константиновскую.
После окончания 7 классов, в 1933 году, Борис поступает учеником слесаря на завод «Ростсельмаш». В свободное время посещал аэроклуб, занимался планеризмом. В 1936 году судьба привела его в Батайское летное училище, по окончании которого пилот IV класса Осипов Б. С. попросился на Север. Вся его трудовая жизнь связана с полярной авиацией.
Во время Великой Отечественной войны он был призван в армию и участвовал в разгроме милитаристской Японии, за что награждён орденом Красной Звезды и боевыми медалями.
Участник воздушной высокоширотной экспедиции «Север-4» (1949) и «Север-8» (1956).
Звание Героя Социалистического Труда было присвоено Борису Семеновичу за участие в героическом и беспримерном перелете из Москвы в Антарктиду — экипаж самолета Ан-12 под его командованием в декабре 1961 года проложил воздушную трассу Москва—Мирный, преодолев свыше 25 тысяч километров.
Умер в 1988 году.
Вдова Героя — Мария Григорьевна Осипова.

## Награды и звания
- Герой Социалистического Труда.
- Награждён тремя орденами Ленина, четырьмя орденами Трудового Красного знамени, орденом Красной Звезды и медалями.
- Заслуженный пилот СССР (1966).

## Память
- О жизни Бориса Семёновича повествуют книги: «Сияние звезд», «Испытание мужеством», «Мы летим в Антарктиду» и другие.
- Памяти лётчика-героя посвящён музей в Константиновском педагогическом колледже.[2]
- В честь Бориса Семёновича назван борт RA-89065 семейства отечественных самолётов «Sukhoi Superjet 100», поступивший в ПАО «Аэрофлот» в июне 2016 года[3].